# Maurice Lenfant
Maurice Lenfant (né le 13 octobre 1902 à Rouen, où il est mort le 1er août 1979) est un organiste et carillonneur français qui a été le titulaire du premier carillon de la cathédrale de Rouen.

## Biographie
Maurice Lenfant nait le 14 octobre 1902 à Rouen dans la maison jouxtant au nord la tour Saint-Romain.
Élève de la maîtrise Saint-Evode de 1910 à 1914, il y apprend à jouer de l'orgue. Il devient en 1915 titulaire de l'orgue de l'église Saint-André. Il poursuit sa formation à l'école du carillon de Malines. Il devient en 1920 le premier titulaire du carillon constitué de 29 cloches fondues par Paccard, nouvellement créé de la cathédrale de Rouen et installé dans la tour de Beurre.
Il devient en 1925 titulaire du grand orgue de l'église Saint-Clément de Rouen puis en 1926 professeur de musique et fonde l'école de musique Charles-Gounod à Rouen.
En 1954, à la réouverture de la cathédrale, il inaugure le nouveau carillon complété par 21 nouvelles cloches.
Il meurt en 1979. Il est remplacé par son petit-fils Jean-François Claire et Patrice Latour (carillonneur titulaire).
Le « passage Maurice-Lenfant », qui traverse la cour intérieur de l'immeuble Espace Monet-Cathédrale, prolonge la rue Saint-Romain pour relier la rue des Carmes. Une cloche du nouveau carillon de la cathédrale de Rouen porte son nom avec comme inscription : « MAURICE / PREMIER CARILLONNEUR / TITULAIRE DU CARILLON / INSTALLÉ EN 1920 ».